# Championnat de France masculin de handball 2010-2011
Navigation
Division 1 2009-2010 Division 1 2011-2012
Le Championnat de France masculin de handball 2010-2011 est la cinquante-neuvième édition de cette compétition et la vingt-sixième édition depuis que la dénomination de Division 1 a été posée. Le championnat de Division 1 de handball est le plus haut niveau du championnat de France de ce sport. Quatorze clubs participent à la compétition.
À la suite de sa victoire 34-25 contre Chambéry le 14 mai 2011 à deux journées de la fin de la saison, le Montpellier Agglomération Handball remporte son 13e titre de Champion de France. Montpellier et son dauphin, le Chambéry Savoie Handball, sont ainsi qualifiés en Ligue des champions.
Vainqueur de la coupe de France, Dunkerque HGBL se qualifie pour la prochaine coupe d'Europe des vainqueurs de coupe, mais bénéficie quelques semaines plus tard d'une invitation (Wild Card) pour disputer les qualifications pour la Ligue des champions puis sera reversé en Coupe de l'EHF : aucune équipe française ne participe donc à la coupe des coupes 2011/2012.
La coupe de la Ligue s'est soldée par la victoire en finale de Montpellier Handball contre le Chambéry Savoie Handball. Ces deux équipes étant qualifiées pour la Ligue des champions, la place qualificative pour la Coupe de l'EHF est réattribuée selon le classement en championnat : le Saint-Raphaël Var handball et le Handball Club de Nantes, respectivement 4e et 5e du championnat sont ainsi qualifiés pour la Coupe de l'EHF.
En bas du classement, le Dijon Bourgogne Handball, dernier, est relégué en Division 2. À la suite de la rétrogradation administrative de Saint-Cyr Touraine pour raisons financières, l'OC Cesson, avant-dernier, est repêché et maintenu en division 1.

## Présentation
Quatorze clubs participent à la compétition :
| \| Chambéry Nîmes Toulouse Montpellier Dunkerque Dijon Istres Saint-Raphaël Nantes Cesson-Sévigné Tremblay-en-France Ivry-sur-Seine Paris St-Cyr/Loire \| Localisation des clubs engagés dans le championnat. En rouge, le champion. |
| Chambéry Nîmes Toulouse Montpellier Dunkerque Dijon Istres Saint-Raphaël Nantes Cesson-Sévigné Tremblay-en-France Ivry-sur-Seine Paris St-Cyr/Loire                                                                                  |

| Club                     | Salle(s)                                                       | Capacité    |
| ------------------------ | -------------------------------------------------------------- | ----------- |
| Chambéry Savoie HB       | Le Phare                                                       | 4 500       |
| USAM Nîmes Gard          | Le Parnasse                                                    | 3 391       |
| Toulouse Handball        | Palais des sports André-Brouat                                 | 3 751       |
| Dijon Bourgogne Handball | Palais des sports Jean-Michel-Geoffroy                         | 4 000       |
| Montpellier AHB          | Palais des sports René-Bougnol Arena Montpellier               | 3 000 8 500 |
| Paris Handball           | Stade Pierre-de-Coubertin                                      | 4 016       |
| Dunkerque HB             | Salle Dewerdt                                                  | 2 500       |
| Istres OPH               | Halle polyvalente                                              | 2 000       |
| Saint-Raphaël Var HB     | Palais des sports intercommunal                                | 2 000       |
| HBC Nantes               | Complexe sportif Mangin-Beaulieu Palais des sports de Beaulieu | 2 900 5 000 |
| US Ivry                  | Gymnase Auguste-Delaune                                        | 1 500       |
| OC Cesson                | Palais des sports de la Valette                                | 1 400       |
| Tremblay-en-France       | Palais des sports de Tremblay-en-France                        | 1 200       |
| Saint-Cyr Touraine       | Complexe Sportif Guy Drut                                      | 1 200       |

## Compétition

### Qualifications européennes
| Qualifications européennes à l'issue de la saison 2009-2010 | Qualifications européennes à l'issue de la saison 2009-2010 |
| Compétition                                                 | Clubs                                                       |
| ----------------------------------------------------------- | ----------------------------------------------------------- |
| Ligue des champions, phase de groupes                       | Montpellier AHB et Chambéry Savoie HB                       |
| Coupe de l'EHF, 3e tour                                     | US Ivry et Saint Raphaël VHB                                |
| Coupe d'Europe des vainqueurs de coupe, 3e tour             | Tremblay-en-France                                          |

Modalités de qualification aux compétitions européennes de la saison 2011/2012
Les deux premières équipes du championnat sont qualifiées directement pour la phase de groupes de la Ligue des champions. Le troisième du championnat ainsi que le vainqueur de la coupe de la Ligue se qualifient pour le 3e tour de la Coupe de l'EHF. Le vainqueur de la coupe de France se qualifie pour le 3e tour de la coupe d'Europe des vainqueurs de coupe.
Cas particuliers
- Si le vainqueur de la coupe de la Ligue est déjà qualifié à une compétition européenne via le championnat ou la coupe de France, alors la qualification en Coupe de l'EHF revient à l'équipe finaliste. Si l'équipe finaliste est déjà qualifiée à une compétition européenne via le championnat ou la coupe de France, alors la qualification en Coupe de l'EHF revient à une équipe du championnat en fonction de son classement.
- Si le vainqueur de la coupe de France est déjà qualifié à la ligue des champions, alors la qualification en coupe d’Europe des vainqueurs de coupe revient à l'équipe finaliste. Si l'équipe finaliste de la coupe de France est déjà qualifiée à la ligue des champions, alors la qualification en coupe d'Europe des vainqueurs de coupe revient à l'équipe ayant terminé 3e en championnat.
- Si l'équipe ayant terminé 3e en championnat est déjà qualifiée à la coupe d'Europe des vainqueurs de coupe, alors la qualification en Coupe de l'EHF revient à une équipe du championnat en fonction de son classement.

### Classement
|    | Équipe                   | Pts | J  | G  | N | P  | Bp  | Bc  | Diff | Dép   |
| -- | ------------------------ | --- | -- | -- | - | -- | --- | --- | ---- | ----- |
| 1  | Montpellier AHB (T) (L)  | 50  | 26 | 25 | 0 | 1  | 847 | 660 | 187  | /     |
| 2  | Chambéry Savoie HB       | 44  | 26 | 22 | 0 | 4  | 805 | 701 | 104  | /     |
| 3  | Dunkerque HGL (C)        | 37  | 26 | 18 | 1 | 7  | 789 | 732 | 57   | /     |
| 4  | Saint-Raphaël Var HB     | 30  | 26 | 12 | 6 | 8  | 740 | 722 | 18   | +2 b  |
| 5  | HBC Nantes               | 30  | 26 | 14 | 2 | 10 | 756 | 723 | 33   | -2 b  |
| 6  | Istres OPH               | 27  | 26 | 13 | 1 | 12 | 701 | 711 | -10  | /     |
| 7  | Tremblay-en-France       | 26  | 26 | 11 | 4 | 11 | 653 | 684 | -31  | /     |
| 8  | Saint-Cyr Touraine (P)   | 20  | 26 | 10 | 0 | 16 | 706 | 767 | -61  | /     |
| 9  | Toulouse Handball        | 18  | 26 | 7  | 4 | 15 | 703 | 762 | -59  | +2 b  |
| 10 | USAM Nîmes Gard          | 18  | 26 | 8  | 2 | 16 | 639 | 666 | -27  | -2 b  |
| 11 | Paris Handball (P)       | 17  | 26 | 7  | 3 | 16 | 691 | 729 | -38  | /     |
| 12 | US Ivry                  | 16  | 26 | 7  | 2 | 17 | 689 | 758 | -69  | 4 pts |
| 13 | OC Cesson                | 16  | 26 | 6  | 4 | 16 | 658 | 695 | -37  | 0 pt  |
| 14 | Dijon Bourgogne Handball | 15  | 26 | 6  | 3 | 17 | 673 | 740 | -67  | /     |

|     | Qualification pour la Ligue des champions                    |
|     | Qualification pour la Ligue des champions, tour préliminaire |
|     | Qualification pour la Coupe de l'EHF                         |
|     | Rétrogradation administrative en Division 2                  |
|     | Repêché                                                      |
|     | Relégation en Division 2                                     |
| (T) | Tenant du titre 2010                                         |
| (P) | Promu de Division 2 en 2010                                  |
| (C) | Vainqueur Coupe de France                                    |
| (L) | Vainqueur de la Coupe de la Ligue                            |

### Résultats
| Résultats (dom.\ext.)                                      | CHA   | DIJ   | DUN   | IST   | IVR   | MON   | NAN   | NÎM   | PAR   | SCY   | SRA   | CES   | TOU   | TRE   |
| Chambéry Savoie HB                                         |       | 38-29 | 32-25 | 32-25 | 30-26 | 34-31 | 33-27 | 32-30 | 33-30 | 45-25 | 35-33 | 25-16 | 31-21 | 34-24 |
| Dijon Bourgogne Handball                                   | 27-28 |       | 26-35 | 25-26 | 25-26 | 24-32 | 30-26 | 31-26 | 23-21 | 26-25 | 23-28 | 25-31 | 27-27 | 24-24 |
| Dunkerque HB                                               | 36-32 | 32-28 |       | 29-32 | 31-30 | 34-36 | 29-28 | 29-25 | 30-27 | 34-27 | 34-27 | 33-24 | 28-23 | 25-26 |
| Istres OPH                                                 | 21-24 | 30-26 | 25-29 |       | 34-28 | 16-27 | 30-33 | 32-31 | 28-28 | 27-25 | 24-25 | 27-26 | 31-24 | 27-23 |
| US Ivry                                                    | 33-35 | 29-25 | 24-34 | 28-27 |       | 26-31 | 24-36 | 29-28 | 27-34 | 21-24 | 31-31 | 26-25 | 25-31 | 31-23 |
| Montpellier AHB                                            | 34-25 | 35-26 | 28-18 | 33-24 | 33-27 |       | 31-16 | 31-24 | 31-26 | 39-25 | 35-30 | 38-27 | 38-30 | 34-20 |
| HBC Nantes                                                 | 28-26 | 27-24 | 37-27 | 30-27 | 31-31 | 30-32 |       | 33-21 | 30-23 | 33-27 | 39-26 | 31-27 | 33-27 | 23-25 |
| USAM Nîmes Gard                                            | 18-26 | 23-16 | 21-24 | 22-18 | 30-21 | 24-26 | 22-24 |       | 25-25 | 28-27 | 27-30 | 26-23 | 20-23 | 23-18 |
| Paris                                                      | 34-35 | 25-28 | 29-31 | 29-32 | 28-27 | 22-30 | 29-25 | 21-24 |       | 27-23 | 23-25 | 24-24 | 32-31 | 28-26 |
| Saint-Cyr Touraine                                         | 34-37 | 27-33 | 23-35 | 33-31 | 31-28 | 26-29 | 32-29 | 24-22 | 31-26 |       | 26-29 | 31-27 | 30-34 | 28-18 |
| Saint-Raphaël Var HB                                       | 27-25 | 29-25 | 31-33 | 26-29 | 30-23 | 29-32 | 36-21 | 28-24 | 21-28 | 34-24 |       | 27-27 | 31-24 | 24-24 |
| OC Cesson                                                  | 23-26 | 31-23 | 28-32 | 19-25 | 19-21 | 25-30 | 22-25 | 21-21 | 34-29 | 24-27 | 26-26 |       | 34-23 | 27-20 |
| Toulouse Handball                                          | 21-27 | 26-26 | 34-34 | 26-31 | 26-25 | 28-35 | 36-34 | 26-27 | 33-22 | 22-30 | 29-29 | 24-25 |       | 28-26 |
| Tremblay-en-France                                         | 23-25 | 33-28 | 29-25 | 30-22 | 26-22 | 24-36 | 26-26 | 27-26 | 22-21 | 29-21 | 28-28 | 30-23 | 29-25 |       |
| - Victoire à domicile - Match nul - Victoire à l'extérieur |       |       |       |       |       |       |       |       |       |       |       |       |       |       |

### Champion de France 2010-2011
| Champion de France de handball 2010-2011 Montpellier Agglomération Handball 14e victoire |

L'effectif du Montpellier Agglomération Handball est :
- William Accambray (ARG)
- Mladen Bojinović (DC)
- Adrien Dipanda (ARD)
- Mathieu Grébille (ARG)
- Michaël Guigou (ALG/DC)
- Aymen Hammed (ARD)
- Wissem Hmam (ARG/DEF)
- Samuel Honrubia (ALG)
- David Juříček (PVT)
- Luka Karabatic (PVT)
- Nikola Karabatic (ARG)
- Vid Kavtičnik (ALD)
- Branislav Obradović (ARD)
- Mickaël Robin (GDB)
- Rémi Salou (PVT)
- Richard Štochl (de) (GDB)
- Issam Tej (PVT)

- Entraîneur :  Patrice Canayer

## Statistiques et récompenses

### Meilleurs handballeurs de l'année
Les acteurs majeurs de la saison 2010-2011 ont été récompensés, :
- Meilleur joueur : William Accambray (Montpellier Agglomération Handball)
- Meilleur entraîneur : Philippe Gardent (Chambéry Savoie Handball)
- Meilleur espoir : William Accambray (Montpellier Agglomération Handball)
- Meilleur défenseur : Benjamin Gille (Chambéry Savoie Handball)

- Meilleur gardien de but : Vincent Gérard (Dunkerque Handball Grand Littoral)
- Meilleur ailier gauche : Michaël Guigou (Montpellier Agglomération Handball)
- Meilleur arrière gauche : William Accambray (Montpellier Agglomération Handball)
- Meilleur demi-centre : Edin Bašić (Chambéry Savoie Handball)
- Meilleur pivot : Grégoire Detrez (Chambéry Savoie Handball)
- Meilleur arrière droit : Xavier Barachet (Chambéry Savoie Handball)
- Meilleur ailier droit : Maxime Derbier (Istres Ouest Provence Handball)

La liste des joueurs nommés était :

### Élection du joueur du mois
Chaque mois, l'Association des joueurs professionnels de handball (AJPH) désigne trois joueurs parmi lesquels est élu le meilleur du mois en championnat :
| Mois      | Joueur                 | Club               | %     | Autres nommés                              | Autres nommés                           |
| --------- | ---------------------- | ------------------ | ----- | ------------------------------------------ | --------------------------------------- |
| Septembre | Olivier Marroux        | US Ivry            | 43,5% | Heykel Megannem (38,7%, Saint-Raphaël VHB) | Yassine Idrissi (17,8%, Saint-Cyr)      |
| Octobre   | William Accambray      | Montpellier AHB    | 49,8% | Cédric Paty (38,5%, Chambéry Savoie HB)    | Yassine Idrissi (11,6%, Saint-Cyr)      |
| Novembre  | François-Xavier Chapon | US Ivry            | 47,6% | Arnaud Bingo (42,2%, Tremblay-en-France)   | Belgacem Filah (10,2%, Paris Handball)  |
| Décembre  | Vincent Gérard         | US Dunkerque       | 46,6% | Audräy Tuzolana (32,6%, HBC Nantes)        | Yann Genty (20,8%, Istres OPH)          |
| Janvier   | -                      | -                  |       |                                            |                                         |
| Février   | Damir Bičanić          | Chambéry Savoie HB | 47,3% | Mathieu Kreiss (41,5%, Dijon BHB)          | Patrice Annonay (11,2%, Paris Handball) |
| Mars      | Maxime Derbier         | Istres OPH         | 38,9% | William Annotel (34,0%, USAM Nîmes Gard)   | Rémy Gervelas (27,1%, OC Cesson)        |
| Avril     | Jean-Philippe Haon     | USAM Nîmes Gard    | 45,3% | Mohamed Mokrani (43,0%, US Dunkerque)      | Jan Stehlík (11,7%, Saint-Raphaël VHB)  |

### Meilleurs buteurs
À l'issue de la saison, les meilleurs buteurs de la saison sont :
| Rang | Joueur             | Club                         | Buts / Tirs | % Tir  | MJ | BPM  | 7m      |
| ---- | ------------------ | ---------------------------- | ----------- | ------ | -- | ---- | ------- |
| 1    | Baptiste Butto     | Dunkerque HGL                | 178 / 204   | 87,3 % | 26 | 6,85 | 91 / 97 |
| 2    | Anouar Ayed        | Toulouse Union Handball      | 172 / 199   | 86,4 % | 26 | 6,62 | 70 / 76 |
| 3    | Maxime Derbier     | Istres Ouest Provence HB     | 161 / 199   | 80,9 % | 26 | 6,19 | 41 / 44 |
| 4    | Mathieu Lanfranchi | Dijon Bourgogne Handball     | 147 / 154   | 95,5 % | 26 | 5,65 | 36 / 38 |
| 5    | William Accambray  | Montpellier Agglomération HB | 135 / 176   | 76,7 % | 23 | 5,87 | 6 / 9   |
| 6    | Valero Rivera      | HBC Nantes                   | 129 / 144   | 89,6 % | 26 | 4,96 | 63 / 68 |
| 7    | Mathias Ortega     | Paris Handball               | 124 / 138   | 89,9 % | 24 | 5,17 | 59 / 63 |
| 8    | Arnaud Bingo       | Tremblay-en-France HB        | 121 / 170   | 71,2 % | 26 | 4,65 | 0 / 0   |
| 9    | Ibrahima Diaw      | Istres Ouest Provence HB     | 121 / 193   | 62,7 % | 25 | 4,84 | 19 / 20 |
| 10   | Jan Stehlík        | Saint-Raphaël Var Handball   | 119 / 180   | 66,1 % | 26 | 4,58 | 40 / 42 |

### Meilleurs gardiens
À l'issue de la saison, les meilleurs gardiens de buts de la saison sont :
| Rang | Joueur                 | Club                     | Arrêts / Tirs | %      | MJ | APM  | 7 m      |
| ---- | ---------------------- | ------------------------ | ------------- | ------ | -- | ---- | -------- |
| 1    | Daouda Karaboué        | Toulouse Union Handball  | 288 / 849     | 33,9 % | 25 | 11,5 | 13 / 62  |
| 2    | Vincent Gérard         | Dunkerque HGL            | 287 / 800     | 35,9 % | 26 | 11,0 | 26 / 100 |
| 3    | Marouène Maggaiez      | HBC Nantes               | 269 / 789     | 34,1 % | 25 | 10,8 | 13 / 53  |
| 4    | François-Xavier Chapon | US Ivry                  | 251 / 738     | 34,0 % | 24 | 10,5 | 16 / 74  |
| 5    | William Annotel        | USAM Nîmes Gard          | 244 / 734     | 33,2 % | 26 | 9,4  | 16 / 76  |
| 6    | Yann Genty             | Istres Ouest Provence HB | 231 / 683     | 33,8 % | 25 | 9,2  | 7 / 55   |
| 7    | Patrice Annonay        | Paris Handball           | 229 / 739     | 31,0 % | 26 | 8,8  | 16 / 72  |
| 8    | Dragan Počuča          | Tremblay-en-France HB    | 228 / 656     | 34,8 % | 27 | 8,4  | 24 / 80  |
| 9    | Yassine Idrissi        | RS Saint-Cyr Touraine    | 228 / 689     | 33,1 % | 26 | 8,8  | 15 / 66  |
| 10   | Slaviša Đukanović      | Saint-Raphaël Var HB     | 217 / 569     | 38,1 % | 26 | 8,3  | 13 / 67  |

### Galerie photo
- Match Tremblay-Paris du 11 février 2011

"Match
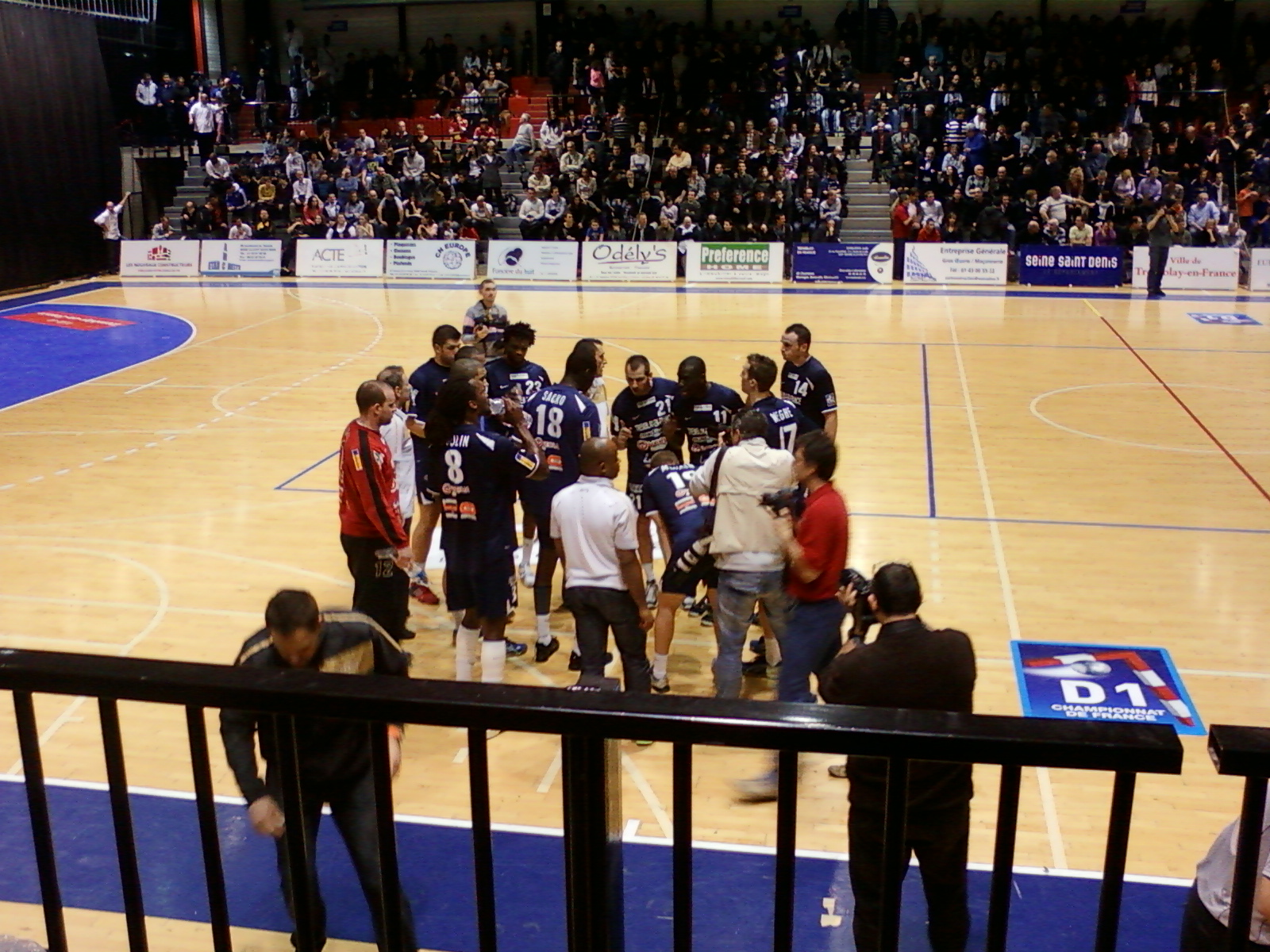
L'équipe de Tremblay
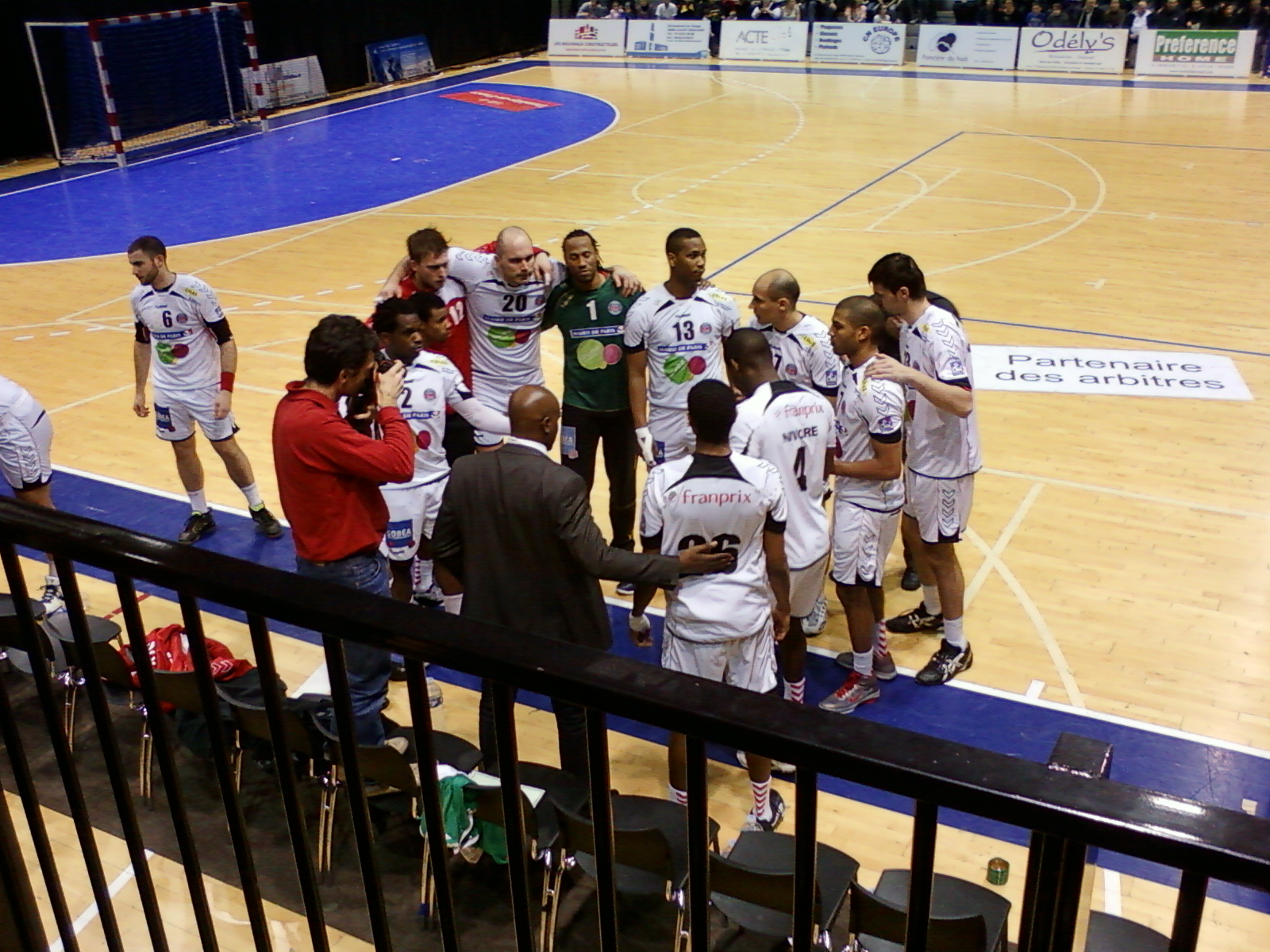
L'équipe de Paris